# Соколов, Василий Семёнович
Василий Семёнович Соколов (1846 — 7 января 1912) — присяжный поверенный, член Государственной думы III созыва от Костромской губернии.

## Биография
Родился в семье священника села Александров-Гай Новоузенского уезда Самарской губернии. Отец умер от холеры, когда Васе было всего два года. Тем не менее сирота смог, окончив начальную школу, поступить в Самарскую мужскую гимназию. Доучиться в гимназии не хватило средств, поэтому Василий Соколов, подготовившись самостоятельно, сдал экзамены экстерном. Высшее образование получил на юридическом факультете Казанского университета, который окончил в 1871 году со званием кандидат прав.
Окончив университет, записался в помощники присяжного поверенного. Присяжный поверенный округа Казанского окружного суда. Подвергся административной высылке в город Буй Костромской губернии сроком на один год. Через год ему разрешили перебраться в столицу губернии Кострому, где в 1871 году был открыт Окружной суд. С 1876 года частный поверенный, а с 1885 присяжный поверенный Костромского окружного суда.
После отбытия ссылки в Буе, Соколов приобрел участок земли в Буйском уезде и приступил там к земской работе. С 1886 гласный Костромской городской думы. С 1889 — костромской уездный земский гласный, с 1892 — костромской губернский земский гласный, исполняющий должность председателя Костромской уездной земской управы, а в 1901—1912 председатель Костромской уездной земской управы. В 1901 году, став председателем уездной земской управы, следил за окончанием строительства больницы (ныне «второй городской»), согласился на введение некоторых дорогостоящих изменений в проекте ради успеха уездной медицины.
Одной из постоянных забот Соколова стало повышение культуры земледелия в Костромской губернии. Он внедрял правильное травосеяние, считая, что это могло бы помочь увеличить поголовье скота, а скот в свою очередь давал бы большее количество органических удобрений, что повышало бы урожайность бедных подзолистых почв Костромской губернии. Незадолго перед смертью В. С. Соколов занимался подготовкой к открытию опытно-учебного хозяйства в Следове, которое было призвано пропагандировать развитие огородничества.
С 1902 по 1912 год почетный мировой судья Костромского уезда. В 1889 году избран председателем комиссии по управлению Костромских городским общественным банком. С 1902 — действительный член Костромской губернской учёной архивной комиссии, с 1908 года — член костромского общества образования. С 1889 член Костромского уездного училищного совета. С 1900 года почетный попечитель Костромского реального училища.
Публиковал свои статьи в газете «Санкт-Петербургские ведомости» и некоторых костромских периодических изданиях.
Землевладелец Костромского уезда. Во время выборов в III-ю Думу владел 600 десятинами земли и был собственником деревянного дома в Костроме.

### В Государственной Думе
14 октября 1907 года был избран в Государственную думу III созыва от 1-го и 2-го съездов городских избирателей. Вошёл в состав фракции прогрессистов. С 1-й сессии товарищ секретаря Государственной думы III созыва, с 3-й сессии старший товарищ секретаря. Исполнял обязанности секретаря Государственной Думы. Состоял членом думских комиссий по местному самоуправлению; по делам православной церкви; о неприкосновенности личности; по запросам; об уставе и штатах императорских российских университетов; по направлению законодательных предложений. Выступил с докладами 5-го отдела по проверке прав членов Государственной Думы, комиссии по направлению законодательных предложений и комиссии по запросам.
Речи В. С. Соколова, звучавшие в Думе, были очень смелыми, но в уездном земском собрании он чувствовал себя хозяином и его позиция казалась слишком консервативной. Гласный Костромского уездного земского собрания А. Д. Рассадин на сессии 1911 года сказал: «Василий Семенович Соколов в Государственной Думе — оппозиционер правительству, а здесь является как бы правительством, по отношению к которому ряд гласных „встает в оппозицию“». Некоторые упрекали Соколова, что он вёл себя в Костромском земстве, как хозяин, как уверенный к своей правоте барин.
В 1908 году было решено строить новое помещение для больницы в селе Красном. Земский врач А. Прокофьев настаивал, чтобы больница была построена по так называемому «павильонному» принципу, то есть из нескольких деревянных одноэтажных зданий для разных отделений больницы, так как в то время это считалось более гигиеничным с медицинской точки зрения. Но Соколов настоял на строительстве каменного здания, как менее пожароопасного. Смета была превышена, приходилось отбиваться от ревизионной комиссии.
Открытие больницы состоялось 7 января 1912 года. Соколову преподнесли благодарственный адрес «в знак признательности и искренней благодарности за заботы и труды по устройству больницы в с. Красном», он сказал ответное слово. А на обратном пути за селом Николо-Трестино он почувствовал себя плохо. Врачи ехавшие тут же констатировали удар, в результате которого В. С. Соколов скончался той же ночью.
Похоронен на Фёдоровском кладбище в Костроме.

## Семья
- Жена — ? (В. С. Соколов стал вдовцом ещё до 1907 года[5])
  - Сын[2] — ?

## Память
Гласного Костромского уездного земства Г. Н. Ботников в газете «Поволжский вестник» предложил увековечить память В. С. Соколова именно в том месте, где с ним случился удар. В 1915 году на средства земства поставлен памятник с доской и надписью на ней: 
Здесь, возвращаясь после открытия больницы в селе Красном, 7 января 1912 г. внезапно скончался на 66 году жизни председатель Костромской уездной управы, член 3-й Государственной Думы Василий Семенович Соколов, человек светлого ума и чуткого к народным нуждам сердца, много и с пользой работавший на городском и земском поприщах.
В советское время надпись была уничтожена, первый раз ее восстановили в первые годы перестройки, но кто-то её уничтожил снова. 1 октября 2004 она была восстановлена вновь.

### Рекомендуемые источники
- Некролог // Известия Костромского губернского земства. 1912 № 1/2 С. 5-8.
- Новая Костромская жизнь. 1912 № 6
- Поволжский вестник, 1912 № 1650;
- Памяти В. С. Соколова, Кострома, 1915.

### Архивы
- Государственный архив новейшей истории Костромской области, Фонд 56. Опись 31. Дело 175. Лист 153об. −154; Фонд 208. Опись 1. Дело 53. Лист 1; Фонд 281. Опись 2. Дело 971. Лист 18;
- Российский государственный исторический архив. Фонд 1278. Опись 9 Дело 736.